# Ericsson Kista

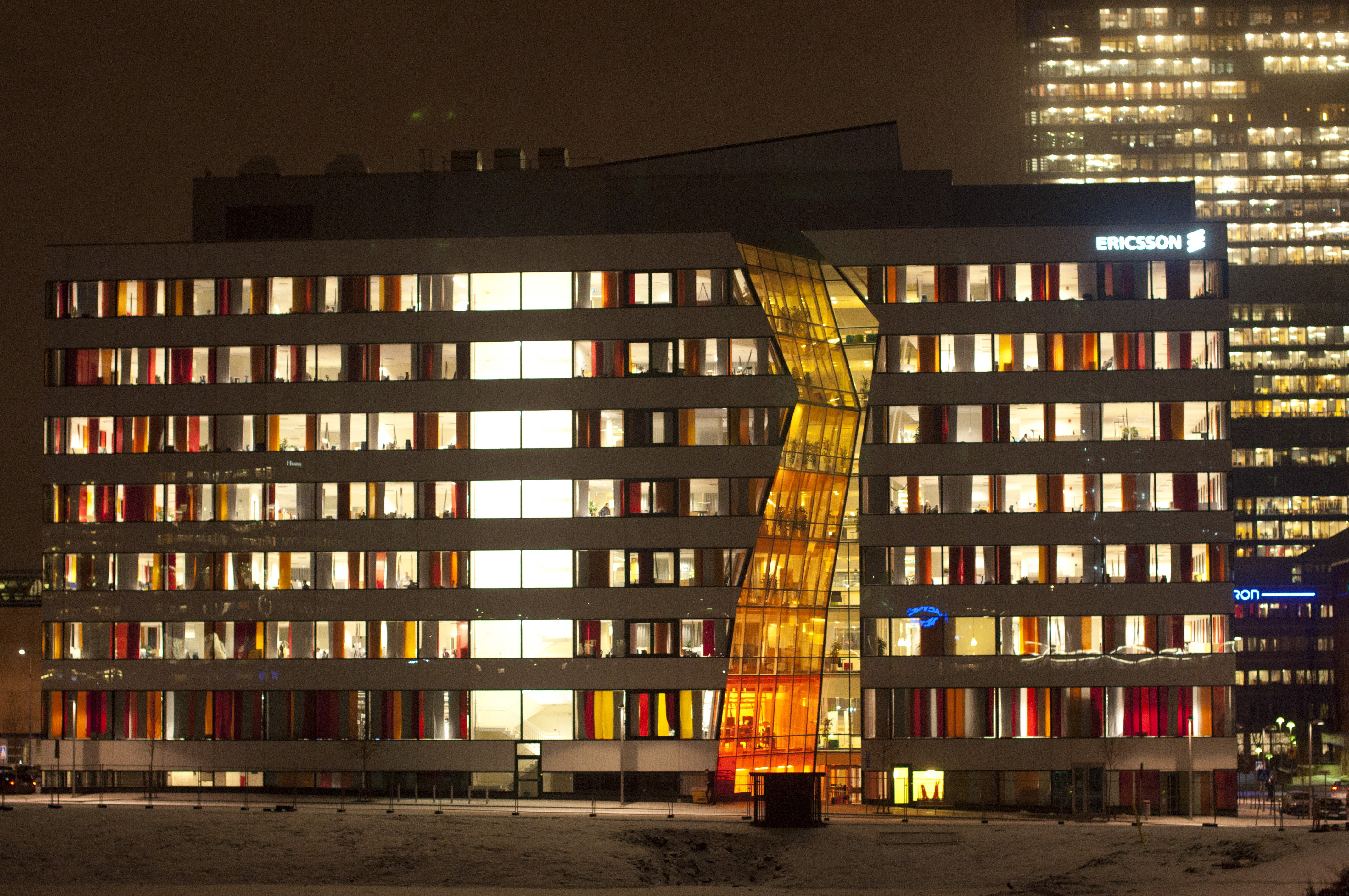
Ericsson Kista, 2012

Ericsson Kista är en kontorsbyggnad för telekommunikationsföretaget Ericsson belägen vid Isafjordsgatan 14E i Kista i Stockholms kommun. Byggnaden färdigställdes i juni 2010 och är ritad av Wingårdh arkitektkontor med Vasakronan som byggherre.
Ericsson Kista är en åttavåningsbyggnad med en distinkt kubisk formgivning. Fasaden är en curtain wall-konstruktion med ett helglasad, slätt yttre. Mörka fönsterband varieras med vita bröstningar, där arkitekten betonar en horisontell bandverkan. Bröstningsbanden består av fasadglas med vitt screentryck på insidan. Det som varierar den enformiga fasaden är byggnadens entréer. Där avbryts fasaden med en sorts oregelbunden "ravin" eller "spricka" på ett spektakulärt sätt, som ger intryck av att huset ryckts isär. "Ravinens" sidor består av färgat glas i olika orangea toner. Motivet upprepas i byggnadens inre, där en oregelbunden glaspelare med ravinens färgskala sträcker sig i en ljusgård genom samtliga våningar. Ljusgården är täckt med en lanternin. I ljusgården finns även ett batteri av fem utanpåliggande hissar. Kontorsrummen är anordnade längs ytterväggarna med ett gemensamt galleri mot ljusgården i varje plan, där fasadens bandverkan återkommer.  
Ericsson Kista vann utmärkelsen Årets Stockholmsbyggnad 2010, arrangerad av Stockholms stad.
Juryns motivering löd:
| ” | Årets Stockholmsbyggnad 2010 är Ericssons nya kontorshus i Kista där en ”spricka” i fasaden ger spänning åt hela volymen och utgör öppningen in till en ljusgård med helt unika skulpturala kvalitéer. | „ |

## Exteriörbilder

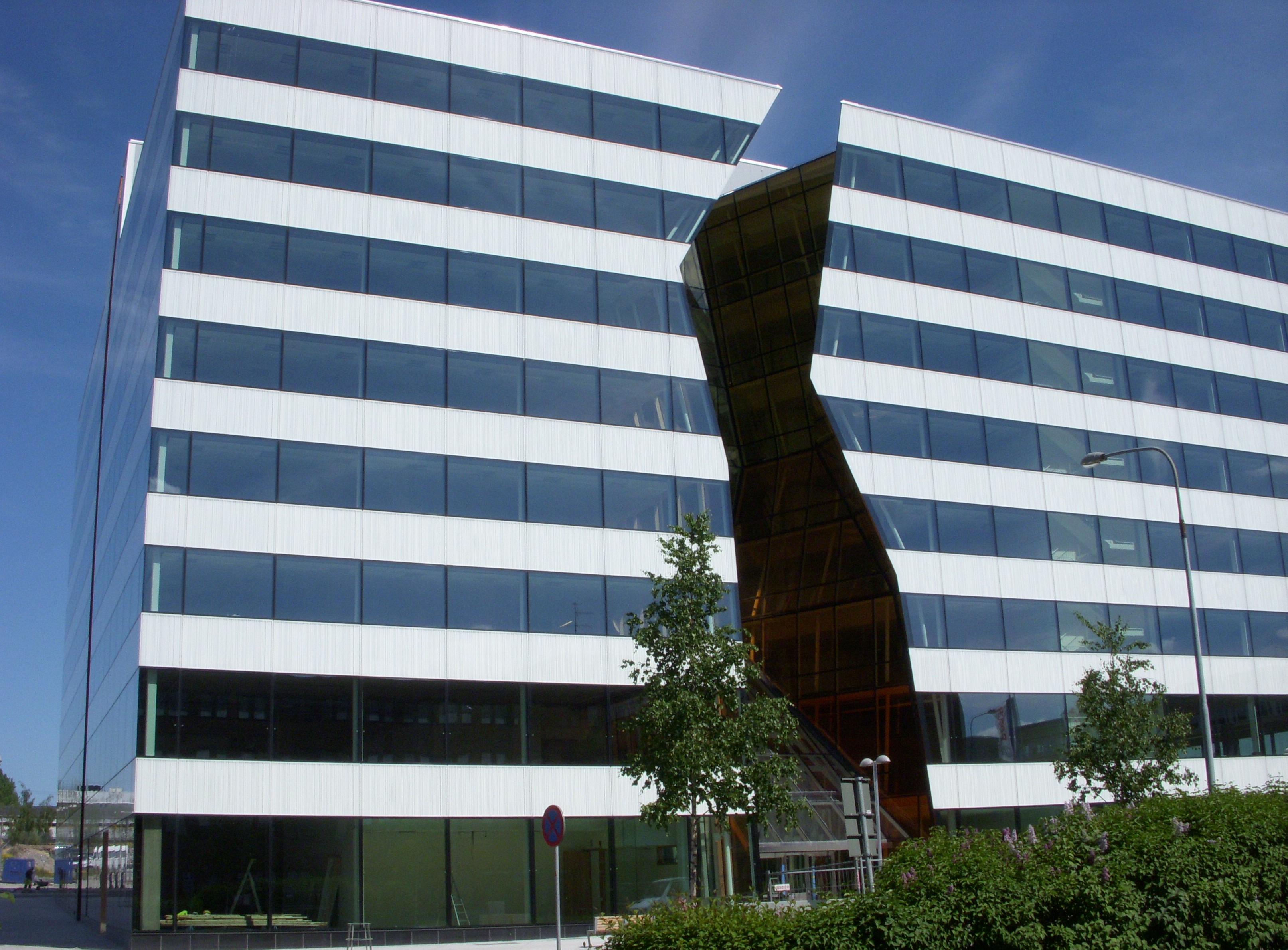
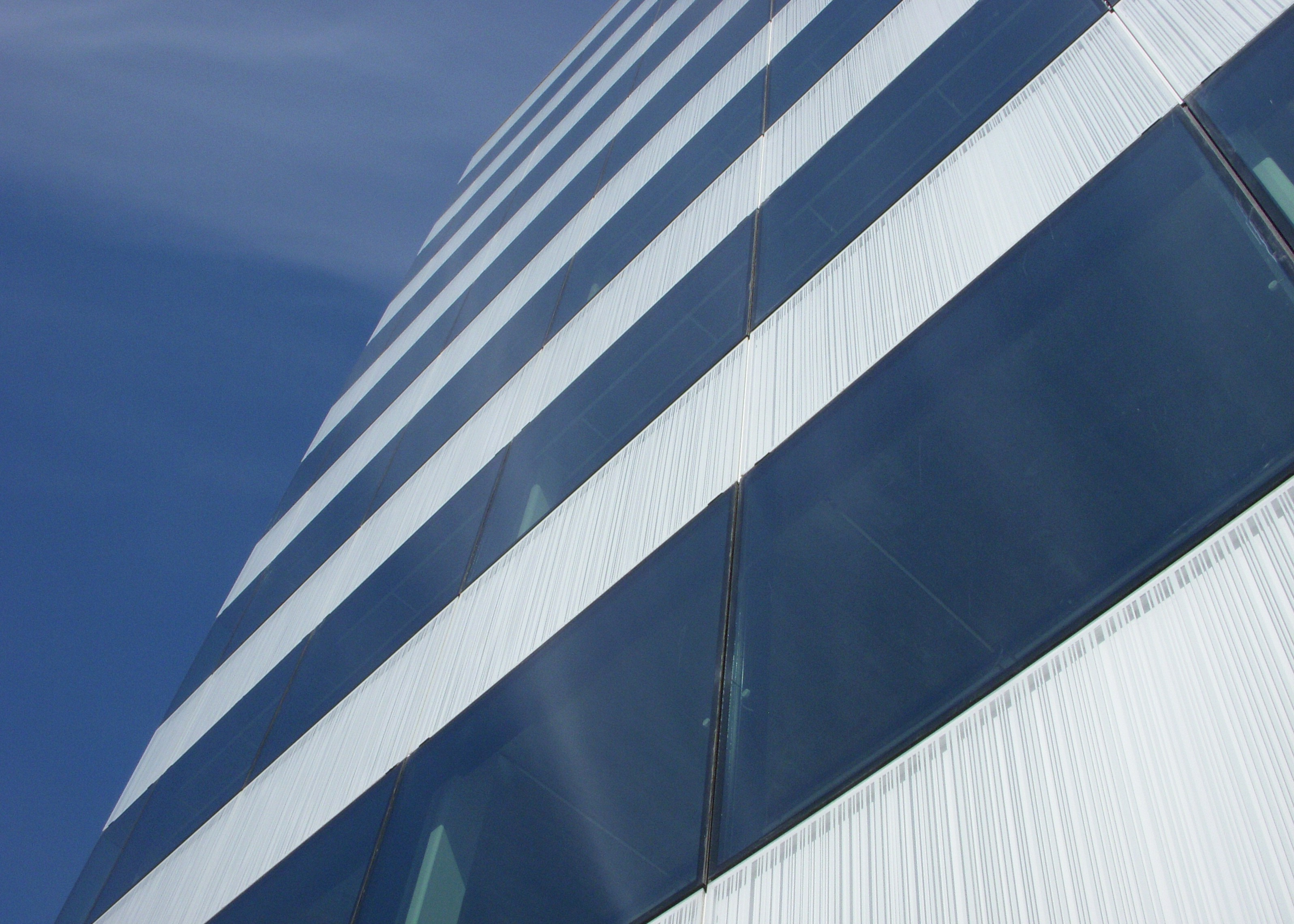
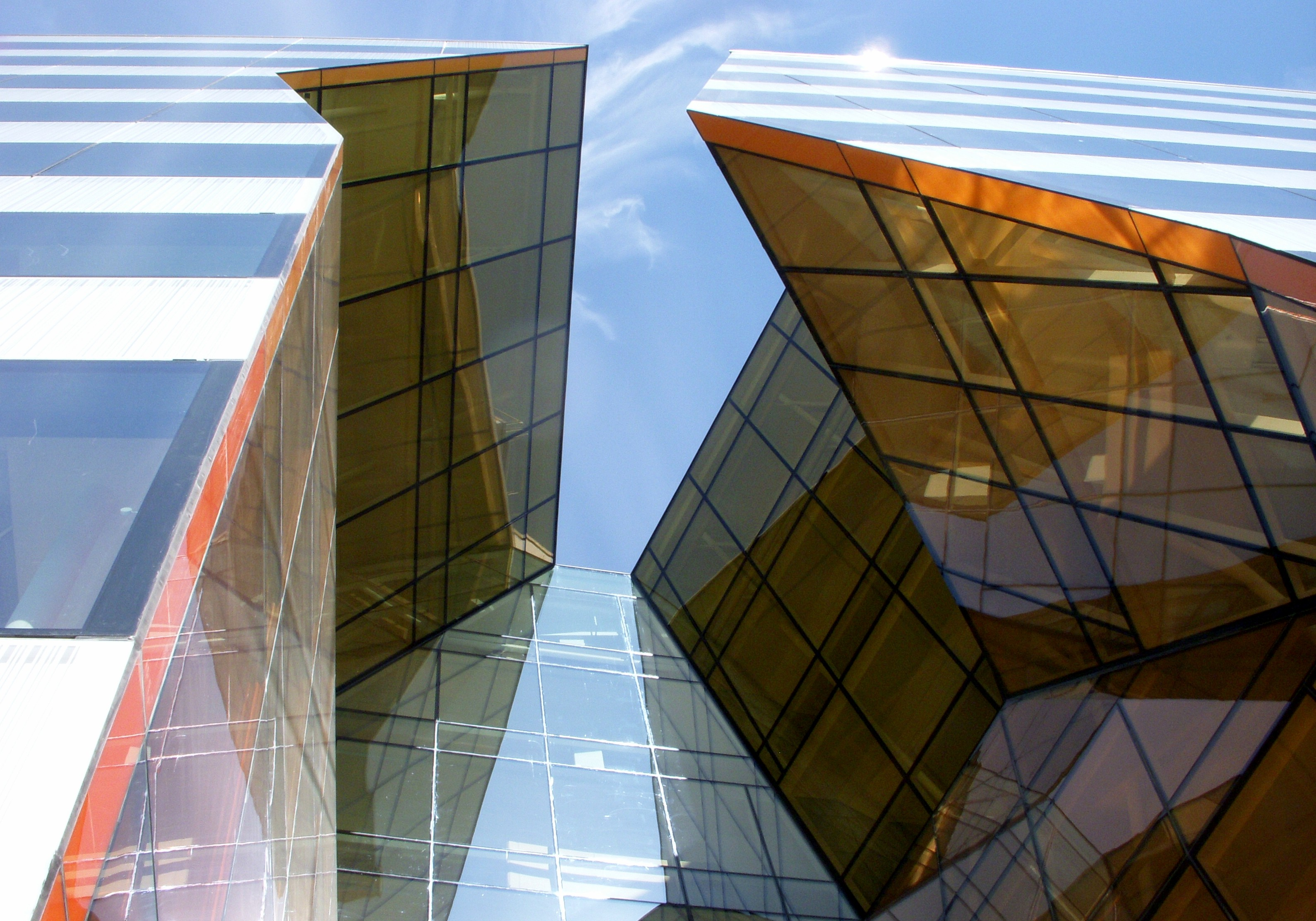
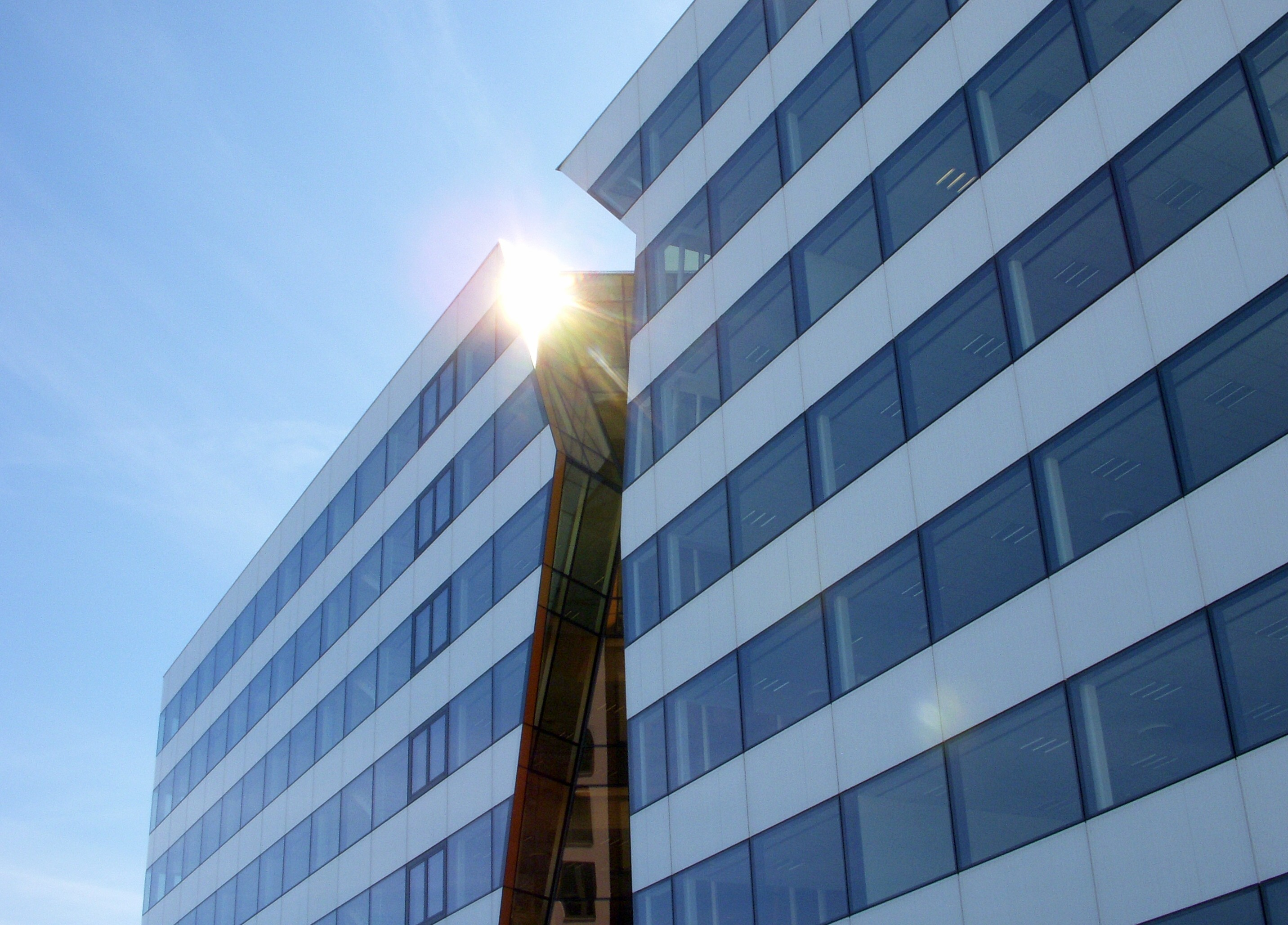

## Interiörbilder

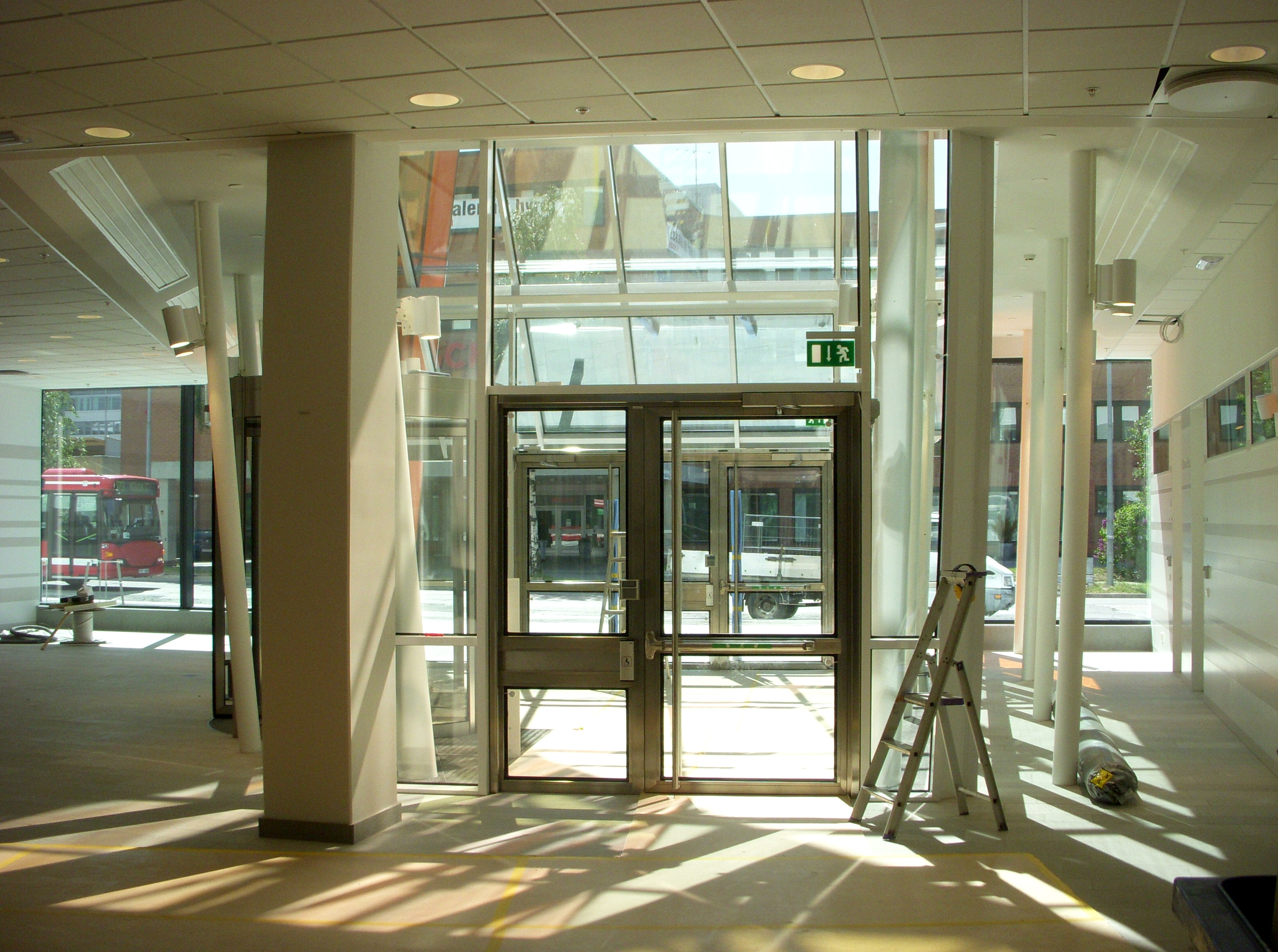
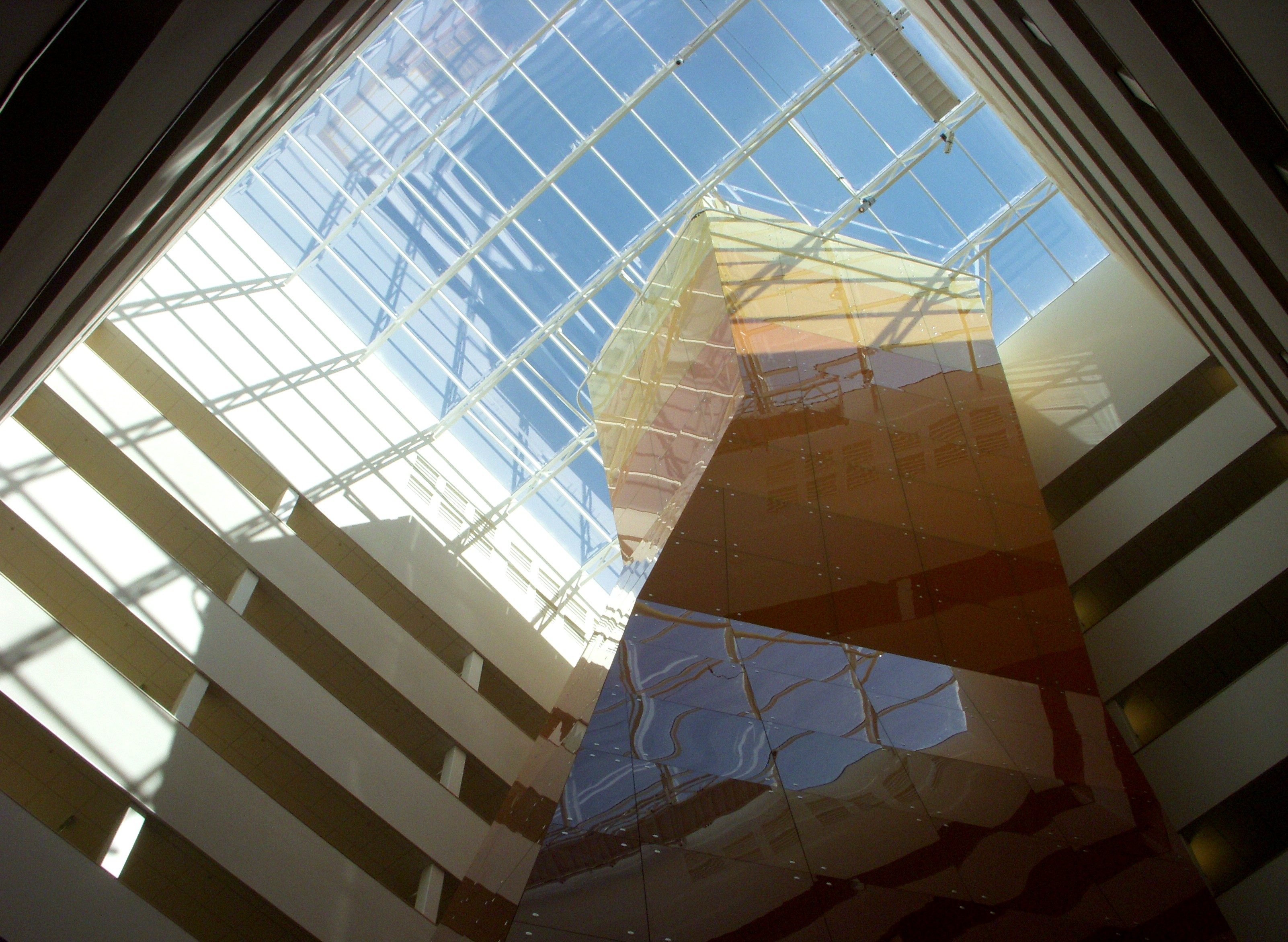
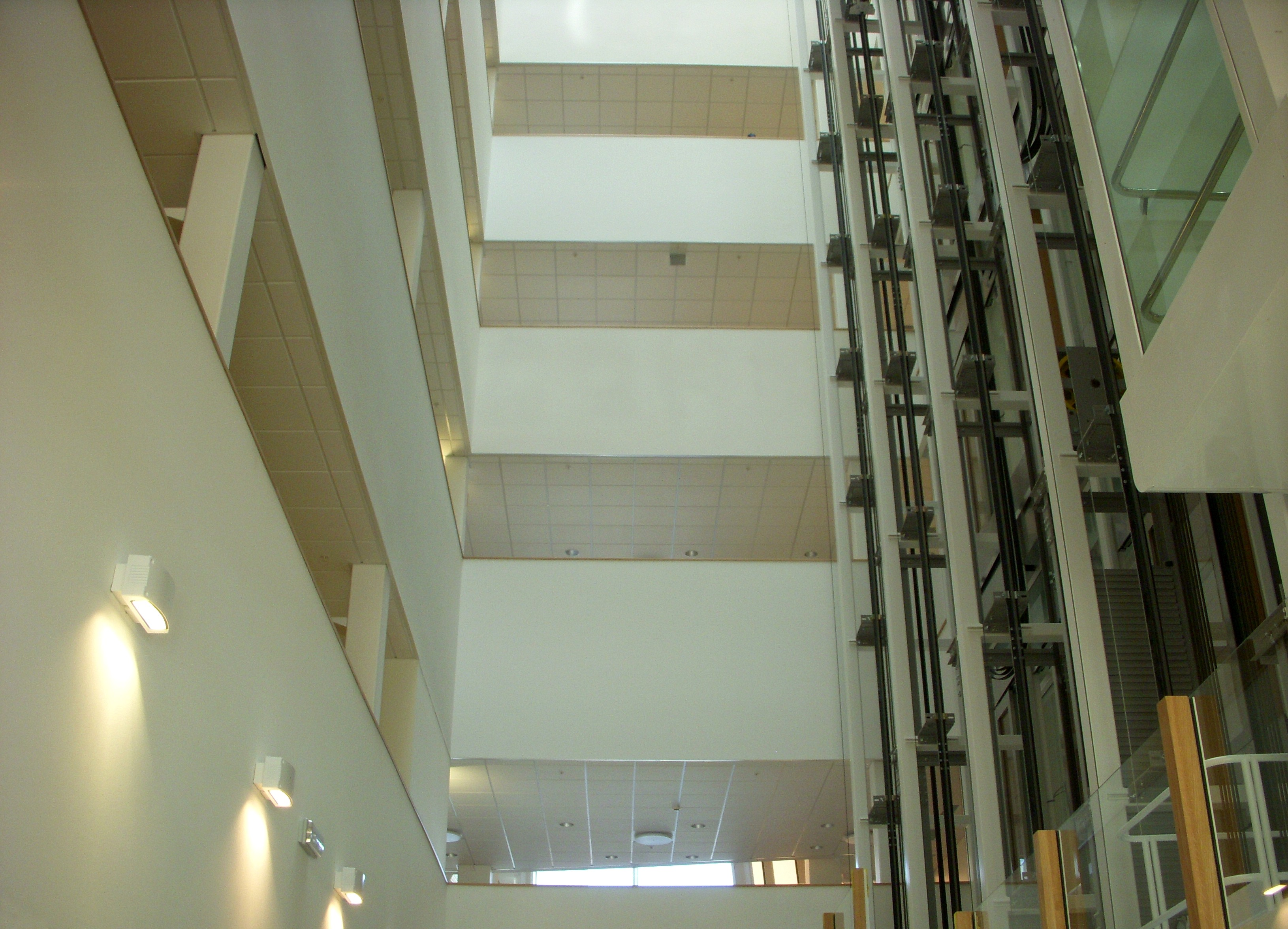
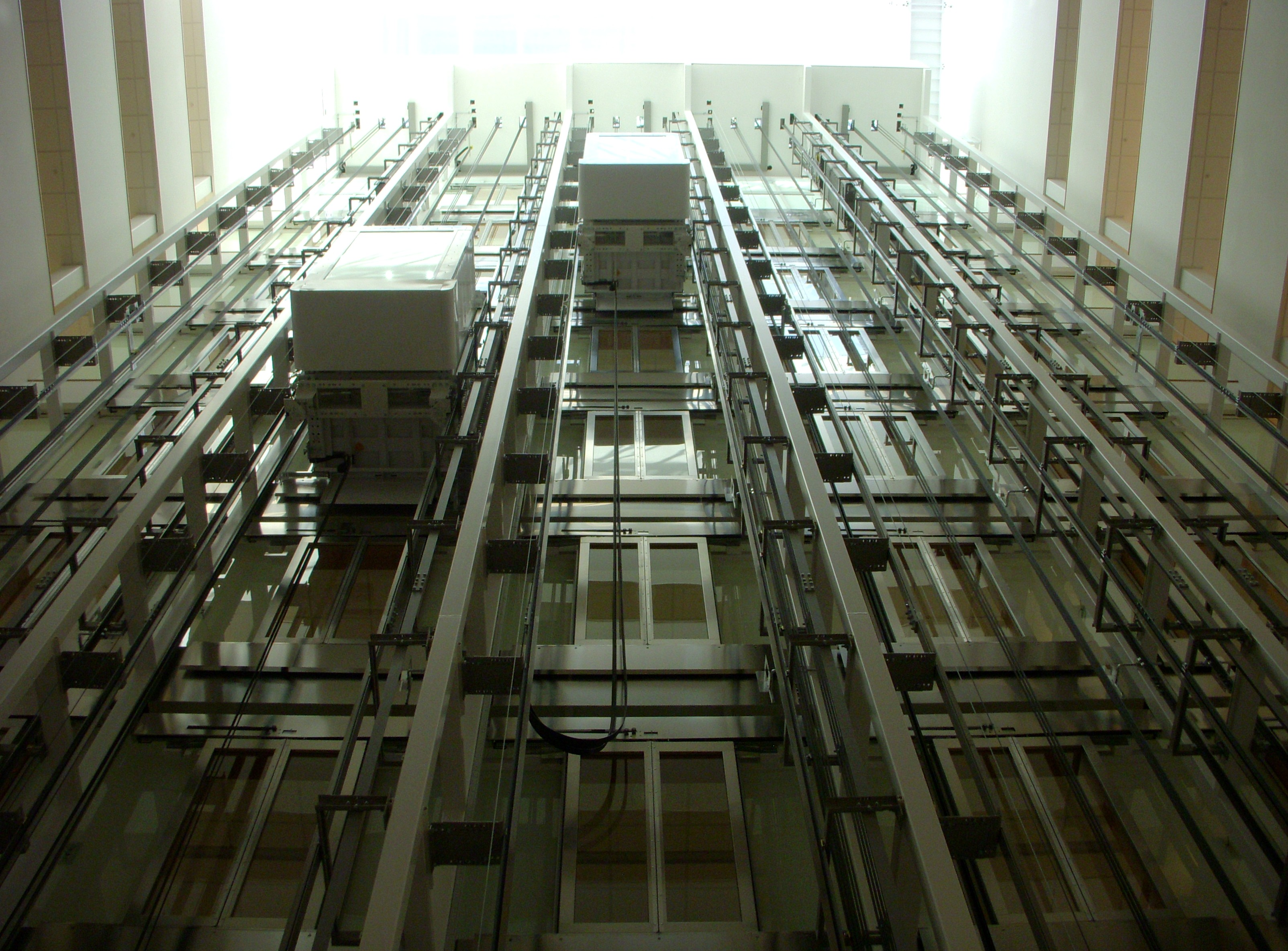